# Doctor theologiae

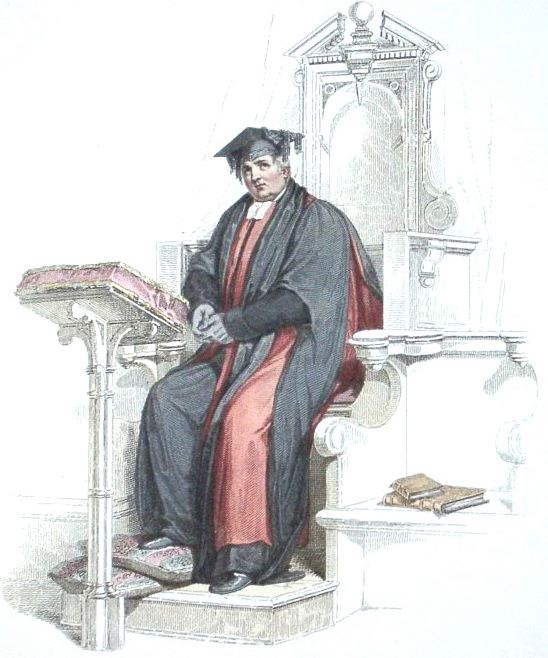
Doktor der christlichen Theologie, Aquarell

Doktor der Theologie, lateinisch Doctor theologiae, abgekürzt Dr. theol.,  ist die lateinische Bezeichnung für einen Doktor (akademischen Lehrer) der Theologie und den Doktorgrad in der Christlichen Theologie. Für den theologischen (Ehren-)Doktor ist statt des Kürzels Dr. theol. (h. c.) auch die Kurzform D. üblich.
Die Mehrzahl der katholischen Priester sowie der evangelischen Pastoren haben das Theologie-Studium mit dem Diplom bzw. dem kirchlichen Examen (bzw. Staatsexamen) abgeschlossen. Den zusätzlichen Doktorgrad streben vor allem jene Theologen an, die an speziellen Forschungen oder einer universitären Laufbahn interessiert sind.

## Mögliche Fachrichtungen
Für katholische bzw. evangelische Theologie ist die Dissertation im Regelfall einem der folgenden Fachgebiete zuzuordnen:

### Systematische Theologie
- Fundamentaltheologie, Religionsphilosophie und Religionswissenschaft
- Ethik bzw. Moraltheologie
- Dogmatik (u. a. Christologie, Trinitarische Gotteslehre, Ekklesiologie, Eschatologie, Theologische Anthropologie)

### Praktische Theologie
(Seelsorge und ihre fundamentalen Fächer)
- Pastoraltheologie und Diakonik
- Religionspädagogik und Katechetik
- Liturgik und Homiletik
- Missionswissenschaft
- Kirchenmusik
- Kirchenrecht

### Biblische Theologie
- Hermeneutik
- Exegese des Alten Testamentes (Geschichte, Theologie, Ethik)
- Exegese des Neuen Testamentes (Geschichte, Theologie, Ethik)

### Kirchengeschichte
- Ältere Kirchengeschichte, Christliche Archäologie und Patrologie: Urchristentum und Kirchenväter
- Mittlere und Neuere Kirchengeschichte: Mittelalter, Reformationszeit, Neuzeit und Ökumene
- Dogmen- bzw. Theologiegeschichte